# Zastava Slovačke
Zastava Slovačke prihvaćena je nakon raspada Čehoslovačke, dok je Češka suprotno dogovoru zadržala čehoslovačku zastavu.
Zastava je u upotrebi od 3. rujna 1992., a potječe iz revolucionarne godine 1848., kada su se Slovaci borili za neovisnost od Mađara. Slična je zastavama ostalih slavenskih nacija, ima crvenu, bijelu i plavu boju uz dodatak slovačkog grba.

## Galerija
- Zastava Bohemije i Čehoslovačke 1918. - 1920.
- Zastava Čehoslovačke 1920. - 1992.